# Qasr el-Heir ech-Charqi
Ne doit pas être confondu avec Qasr el-Heir el-Gharbi.
 (octobre 2021).
Si vous disposez d'ouvrages ou d'articles de référence ou si vous connaissez des sites web de qualité traitant du thème abordé ici, merci de compléter l'article en donnant les références utiles à sa vérifiabilité et en les liant à la section « Notes et références ».
Qasr el-Heir ech-Charqi (en arabe : قصر الحير الشرقي (Qaṣr al-Ḥayr aš-Šarqī), « château de l'enclos, de l'est ») est une place forte datant de la dynastie des Omeyyades, située à 80 km à l'est de Palmyre et à 80 km au sud de Deir ez-Zor, en Syrie. La précision « de l'est  » permet de le distinguer de son homonyme Qasr el-Heir el-Gharbi (de l'ouest).

## Histoire
Bâti à la période omeyyade vers le VIIIe siècle, en 728 selon une inscription trouvée, donc sous le règne du calife Hicham. En pleine steppe du désert, à l'orée d'un passage entre deux montagnes, ce lieu bénéficie d'un microclimat favorable à la construction d'un château et la vie dans ce dernier.
On trouve différentes théories sur la présence de châteaux dans le désert. Certains[Qui ?] considèrent que la petite enceinte serait un caravansérail servant d'étape aux caravanes de marchands. Ceux-ci pouvaient entrer avec les animaux et les denrées, qui disposaient, apparemment, de chaque côté de l'entrée d'espaces de stockage, comme des entrepôts. Cette théorie est assez probable, d'autant plus qu'il n'y a qu'une entrée sur la petite enceinte: on y fait entrer des richesses donc elle se doit d'être moins accessible pour éviter des éventuels brigands.
Pour d'autres[Qui ?] la petite enceinte correspondrait au château tandis que la grande regrouperait les habitations des personnes habitant, gardant, administrant le lieu et produisant l'huile d'olive, ainsi que celles qui ne sont que de passage.
Des fouilles archéologiques dirigée par une équipe française y sont menée de 1936 à 1938. Une autre est effectuée en 2004.

## Architecture
L'ensemble présente deux enceintes.
La petite enceinte de forme carrée mesure environ 70 mètres de côtés, avec deux forte tours semi-circulaires servant de contrefort sur chaque côté, et une tour circulaire à chaque extrémité. L'entrée se trouve sur le côté ouest, et elle est marquée par une grande porte flanquée de deux puissantes tours semi-circulaires.
Construite autour d’une cour centrale entourée d'un portique, qui donne sur des pièces appelées bayt (littéralement, « maison »). Il s'agit de pièces utilisées comme appartements. Dans la maison du Prophète à Médine, les chambres des femmes donnant directement sur la cour étaient appelées bayt, et c’est un principe identique que l'on retrouve ici, inspiré des architectures du désert du Hedjaz. L'édifice est doté d'un étage.
On retrouve également le principe du bassin au centre de la cour.

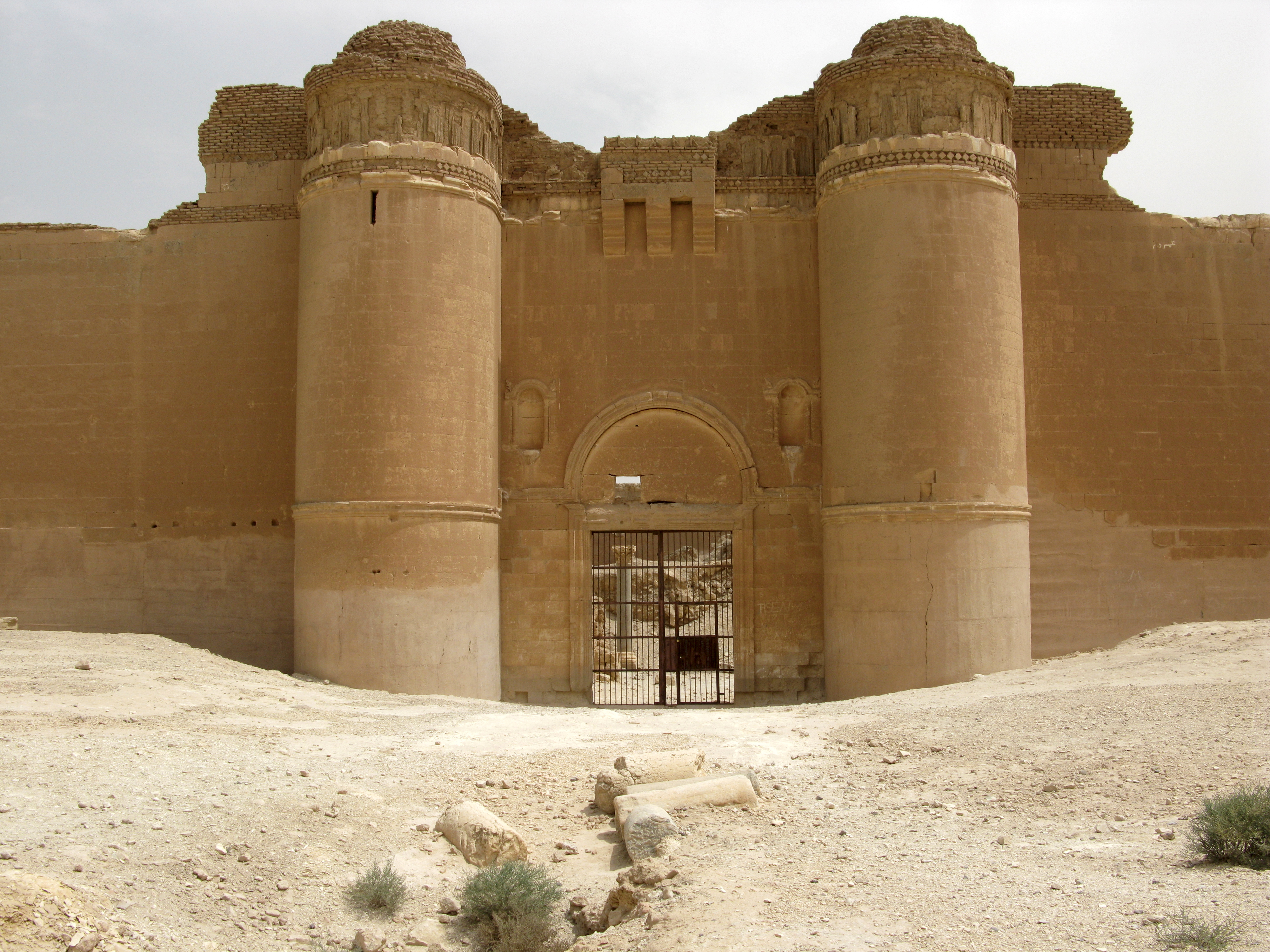
Entrée, sur le mur ouest.

Une grande enceinte: 167 m de côté. Murs à contreforts avec tours rondes d'angles. Entrée côté ouest, dotée d'un portail monumental. Il y a une mosquée dans l'un des angles.
Chaque unité de vie (12) possède son propre espace ouvert, à la manière d'un patio, et est totalement indépendante des autres. C'est en cela que la plupart des complexes des châteaux du désert sont considérés comme des "micro-villes".[réf. nécessaire]
Sur le côté Est on a retrouvé un moulin et un pressoir à olive pour produire de l'huile, qui devait donc être commercialisée; on a également retrouvé une inscription Madîna "la ville", qui laisse penser que l'endroit pouvait être dénommé ainsi. 